# Nationalratswahl in der Slowakei 1994
- HZDS: 61
- ZRS: 13
- SNS: 9
- SV: 18
- MK: 17
- KDH: 17
- DÚ: 15

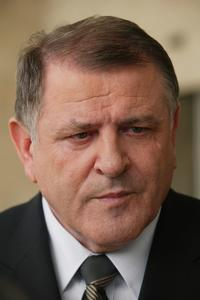
Vladimir Meciar (2004)

Die vorgezogene Parlamentswahl in der Slowakei 1994 zum Nationalrat fand am Freitag, dem 30. September, und Samstag, dem 1. Oktober 1994, statt. Es waren 150 Nationalratssitze zu vergeben. Es war die erste Nationalratswahl seit der slowakischen Unabhängigkeit 1993, da die vorherige Nationalratswahl 1992 noch innerhalb der Tschechoslowakei stattfand.
Der Nationalratswahl von 1994 folgte in der Slowakei die autoritäre Phase des „Mečiarismus“.

## Vorgeschichte
Die vorgezogene Wahl war notwendig geworden, als die zweite Regierung von Vladimír Mečiar in einem Misstrauensvotum im Nationalrat scheiterte (sogenannter Parlamentsputsch) und der Präsident Michal Kováč am 15. März 1994 den ehemaligen Außenminister von Mečiars Regierung, Jozef Moravčík zur Bildung einer vorübergehenden Regierung beauftragte.

## Wahlsystem
Der Nationalrat wurde nach dem Verhältniswahlverfahren gewählt. Es gab eine Sperrklausel von 5 % für einzelne Parteien, für eine Koalition von zwei bis drei Parteien 7 % und für vier und mehr Parteien 10 %. Die Legislaturperiode betrug 4 Jahre.

## Teilnehmende Parteien und Kandidaten
Zur Wahl traten 18 politische Parteien und Bewegungen mit insgesamt 1.929 Kandidaten an.

## Wahl
Die Wahlbeteiligung betrug 75,65 % und setzte damit den Abwärtstrend der vergangenen Wahljahre fort.
Insgesamt waren rund 3,9 Mio. Wahlberechtigte dazu aufgerufen am 30. September und am 1. Oktober 1994 ihre Stimme abzugeben.

### Wahlergebnis
| Partei                                              | Partei                                                                                 | Stimmen   | Stimmen | Stimmen | Sitze  | Sitze |
| Partei                                              | Partei                                                                                 | Anzahl    | %       | +/−     | Anzahl | +/−   |
| --------------------------------------------------- | -------------------------------------------------------------------------------------- | --------- | ------- | ------- | ------ | ----- |
|                                                     | Bewegung für eine demokratische Slowakei – Bauernpartei der Slowakei (HZDS-RSS)        | 1.005.488 | 34,96   | −2,30   | 61     | −13   |
|                                                     | Gemeinsame Wahl (SV)(1)                                                                | 299.496   | 10,41   | −10,43  | 18     | −11   |
|                                                     | Partei der ungarischen Koalition (MK)(2)                                               | 292.936   | 10,18   | +0,47   | 17     | +3    |
|                                                     | Christlich-demokratische Bewegung (KDH)                                                | 289.987   | 10,08   | +1,19   | 17     | −1    |
|                                                     | Demokratische Union der Slowakei (DÚ)                                                  | 246.444   | 8,57    | Neu     | 15     | Neu   |
|                                                     | Arbeiterassoziation der Slowakei (ZRS)                                                 | 211.321   | 7,34    | Neu     | 13     | Neu   |
|                                                     | Slowakische Nationalpartei (SNS)                                                       | 155.359   | 5,40    | −2,53   | 9      | −6    |
|                                                     | Demokratische Partei (DS)                                                              | 98.555    | 3,42    | +0,11   | —      | —     |
|                                                     | Kommunistische Partei der Slowakei (KSS)                                               | 78.419    | 2,83    | +2,07   | —      | —     |
|                                                     | Christlich-soziale Union der Slowakei (KSÚ)                                            | 59.217    | 2,05    | –1,00   | —      | –     |
|                                                     | Neue Slowakei (NS)                                                                     | 38.369    | 1,33    | Neu     | —      | Neu   |
|                                                     | Partei gegen Korruption – für Ordnung, Arbeit und Geld für alle züchtigen Bürger (SPK) | 37.929    | 1,31    | Neu     | —      | Neu   |
|                                                     | Bewegung für gutgehendes Tschechien + Slowakei (HZPČS)                                 | 30.292    | 1,05    | Neu     | —      | Neu   |
|                                                     | Roma-Bürgerliche Initiative in der Slowakischen Republik (ROISR)                       | 19.542    | 0,67    | +0,07   | —      | —     |
|                                                     | Sozialdemokratie (SD)                                                                  | 7.121     | 0,24    | Neu     | —      | Neu   |
|                                                     | Reelle sozialdemokratische Partei der Slowaken (RSDSS)                                 | 3.573     | 0,12    | Neu     | —      | Neu   |
|                                                     | Assoziation für die Republik – Republikaner (ZPR-REP)                                  | 1.410     | 0,04    | −0,29   | —      | —     |
| Gesamt                                              | Gesamt                                                                                 | 2.875.458 | 100,00  |         | 150    |       |
| Gültige Stimmen                                     | Gültige Stimmen                                                                        | 2.875.458 | 98,36   | +1,25   |        |       |
| Ungültige Stimmen                                   | Ungültige Stimmen                                                                      | 57.211    | 1,64    | −1,25   |        |       |
| Wahlbeteiligung                                     | Wahlbeteiligung                                                                        | 2.932.669 | 75,65   | −8,55   |        |       |
| Nichtwähler                                         | Nichtwähler                                                                            | 943.886   | 24,35   | +8,55   |        |       |
| Wahlberechtigte                                     | Wahlberechtigte                                                                        | 3.876.555 |         |         |        |       |
| Quelle: Statistisches Amt der Slowakischen Republik |                                                                                        |           |         |         |        |       |

(1) Aus 4 Parteien gegründete Koalition

(2) Aus 3 Parteien gegründete Koalition

## Folgen
Die neue Regierung entstand zwei Monate nach der Wahl. Der Koalitionsvertrag zwischen HZDS, RSS, ZRS und SNS wurde am 12. Dezember 1994 abgeschlossen; ein Tag darauf ernannte der Präsident die dritte Regierung von Vladimír Mečiar, die auch als autoritäre Phase des „Mečiarismus“ bezeichnet wird.